# Josep Vicent Bàguena i Soler
Josep Vicent Bàguena i Soler (València, 24 d'abril de 1908 - ibídem, 17 d'abril de 1995) va ser un compositor i musicòleg valencià.

## Biografia
Estudià amb Josep Iturbi i Francisco Tito. La seva vida posterior, deslligada professionalment de la música (treballà com a administratiu de la Diputació Provincial de València) li permeté de fer una obra independent de les capelletes musicals més corrents de la seva època.
Compongué obres per a diversos instruments solistes (arpa, flauta, guitarra, orgue, piano, violí), per a trio i quartet de corda i per a orquestra; la seva Simfonia per a orquestra va ser seleccionada el 1965 per a la col·lecció d'obres destinades a la biblioteca del conservatori de Santa Cecília a Roma. També fou autor de tres poemes orquestrals, músiques per a ballet, per a cor sol i per a cor i orquestra, quatre lieder i una missa.
En el camp de la musicologia, ha escrit un llibre i articles de teoria de la música. En els anys 50 i 60 (pel cap baix) era membre de l'Instituto Valenciano de Musicología y Folklore del CSIC, i secretari de la revista Cuadernos de música folklórica valenciana de la institució. Des del 1969 fou acadèmic numerari de la Reial Acadèmia de Belles Arts de Sant Carles de València.
Recopilà cançons i danses del folklore valencià (d'Albaida, Bèlgida, Adzaneta, la Font de la Figuera, Oliva, Algemesí, Silla, Xelva, Aiora, Sueca, València). Publicà treballs de musicologia i folklore i exercí la crítica musical a la ràdio La Voz de Valencia (almenys, en el període 1977-1978). Alguns dels seus deixebles foren Artur i Francesc Llàcer Pla, Antoni Fornet Martínez de Pisón i Emilio Calandín Hernández.

## Obres
- Albor, per a orgue
- Andante ornamentado, per a flauta
- Arrullos, per a arpa
- Coral de la vida, per a orgue
- Diafonías (1976), per a violí i piano
- Diferencias elegíacas (1987), per a orgue
- Diferencias sobre "Al matí cap al llevant", per a orgue
- Dreifarbendruck: tricomía, per a flauta, viola i guitarra
- Fuga espiral, per a orgue
- Hilas, ballet
- Hojas somos, Señor (1959), per a veu i orquestra
- Lejanía (1980), per a guitarra
- El mar de las sirenas (1940), òpera breu en un acte per a cor i orquestra, sobre el text El Golfo de las Sirenas de Pedro Calderón de la Barca
- Microsuite per a un ballet modern (1959), per a petita orquestra (Ressenya Arxivat 2007-09-27 a Wayback Machine.)
- Misa de los Santos Inocentes (1965), per a tres veus blanques, cor i orgue
- Mística primavera (1959), per a veu i orquestra
- Pizperina, per a piano
- Por amarnos, Señor cançó per a veu i piano
- Preludio (1965), per a arpa
- Preludio a la magia, per a piano
- Preludio con coral, per a orgue
- Recitativo adornado, fuga simple y adagio breve, per a violí, violoncel i piano
- Rosa mística, per a orgue
- Sincronía (1987), per a flauta i violoncel
- Sinfonía (1960), per a orquestra
- Sollievo (1973), per a violoncel
- Sonatina (1965), per a arpa
- ¿Te ríes? (1959), per a veu i orquestra
- Tocata, per a piano
- Transformaciones polifónicas (1986), per a quartet de corda
- Una voz tenue (1959), per a veu i orquestra

### Música per a cor
- Més avall d'Adzaneta, popular valenciana (1970)
- Nadalenca (1952)
- Nocturno valenciano (1952)
- ¿Quién es ese Rey?: Salmo 24 (1970)

### Obres de Josep Bàguena
- José Báguena Soler El laboratorio de la música. València: Conservatorio Superior de Música de Valencia-Departamento de Solfeo y Teoría de la Música, 1980
- José Báguena Soler a Archivo de Arte Valenciano: Los modernos estilos musicales: discurso leído ... en su recepción pública como académico de número (1971), Óscar Esplá (1976), José Iturbi (1980), Armonía de las formas artísticas y disciplina científica en la composición musical (1992), Manuel Palau en el albor de la música contemporánea (1993)
- Juan Bautista Comes. Transcripción por Vicente Báguena Soler, prólogo y estudio morfológico por Manuel Palau Cuatro gozos con polifonía Valencia: CSIC Instituto Valenciano de Musicología, 1955

### Obres sobre Josep Bàguena
- Ana Galiano Arlandis El compositor y académico José Báguena Soler 1908-1995, una vida de pensamientos musicales Valencia: Real Academia de Bellas Artes de San Carlos, 2005
- Ana Galiano José Báguena Soler, músico ilustre, desconocido y universal article publicat a Archivo de Arte Valenciano 77 (1996)
- Javier Delicado In memoriam: José Báguena Soler, Académico de número necrològica publicada a Archivo de Arte Valenciano 76 (1995)

## Arxius de música
Fragment d'Albor Arxivat 2007-09-27 a Wayback Machine.